# Bernd Dobiasch
Bernd Dobiasch (* 3. Juni 1957) ist ein ehemaliger deutscher Fußballspieler.

## Werdegang
Von 1978 bis 1980 spielte der vom FV Weinheim gekommene Dobiasch beim 1. FC Kaiserslautern, wobei der junge Stürmer nicht über die Rolle des Ergänzungsspielers hinauskam. Bei seinem Debüt als Profi am 21. Oktober 1978 gegen den MSV Duisburg auf dem heimischen Betzenberg gelang ihm gleich sein erstes Tor in der letzten Minute zum 2:1-Endstand. Anschließend wechselte er zum Drittligisten Offenburger FV, ehe er nach nur einer halben Spielzeit zum Liga-Konkurrenten SV Sandhausen weiterzog, mit dem er in der Spielzeit 1980/81 Meister der Oberliga Baden-Württemberg wurde. Anschließend spielte Dobiasch eine Spielzeit beim VfR Bürstadt in der Oberliga Hessen, als Hessenmeister verpasste die Mannschaft in der Aufstiegsrunde den Aufstieg in die 2. Bundesliga. Im Sommer 1983 wechselte er zum baden-württembergischen Oberligisten VfR Mannheim.
Dobiasch war Mitte der 1990er Jahre Trainer bei Amicitia Viernheim, später arbeitete er dort als sportlicher Leiter. Seit Anfang 2009 war er in selbiger Position beim VfR Mannheim tätig, im Sommer 2010 verließ er den Klub erneut.
Ab 2002 arbeitete Dobiasch – parallel zu seinem ehemaligen Bürstädter Trainer Horst-Dieter Strich – als DFB-Standorttrainer. Nach seinem Engagement beim VfR Mannheim kehrte er wieder in die Stützpunktarbeit zurück.